# Sẻ sa mạc
Sẻ sa mạc, tên khoa học Passer simplex, là một loài chim trong họ Passeridae.
Loài sẻ này được tìm thấy ở sa mạc Sahara ở bắc Phi. Một loài chim tương tự, chim sẻ của Zarudny, được tìm thấy ở Trung Á và được công nhận là một phân loài của loài sa mạc sa mạc, nhưng thay đổi theo nhiều cách và bây giờ được công nhận là một loài riêng biệt bởi BirdLife International, Danh sách chim thế giới IOC, và Sổ tay về các loài chim của thế giới sống. 

## Phân loài
- Passer simplex simplex Lichtenstein, 1823
- Passer simplex saharae Erlanger, 1899
- Passer simplex zarudnyi Pleske, 1896

## Tham khảo

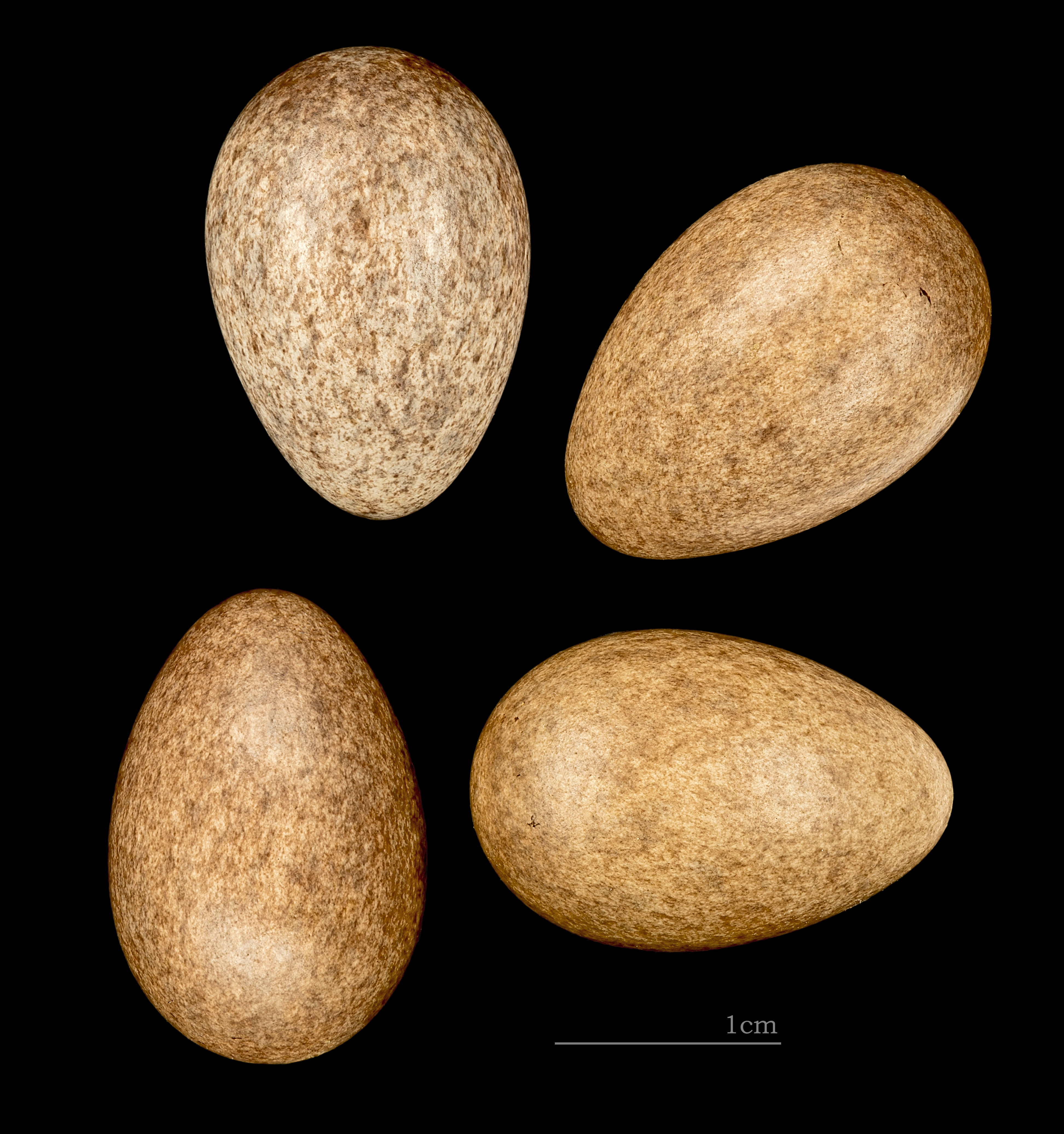
Trứng chim Passer simplex sahara